# Toro de fuego

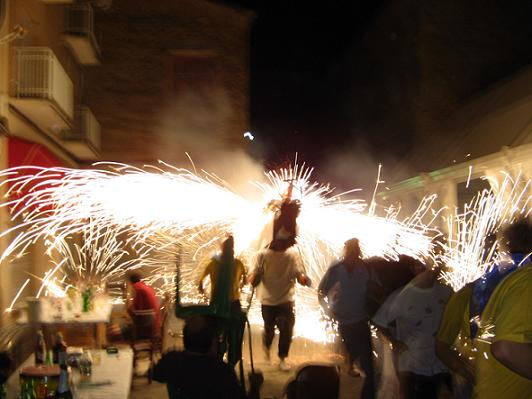
Carreras con el toro de fuego en Ayerbe.

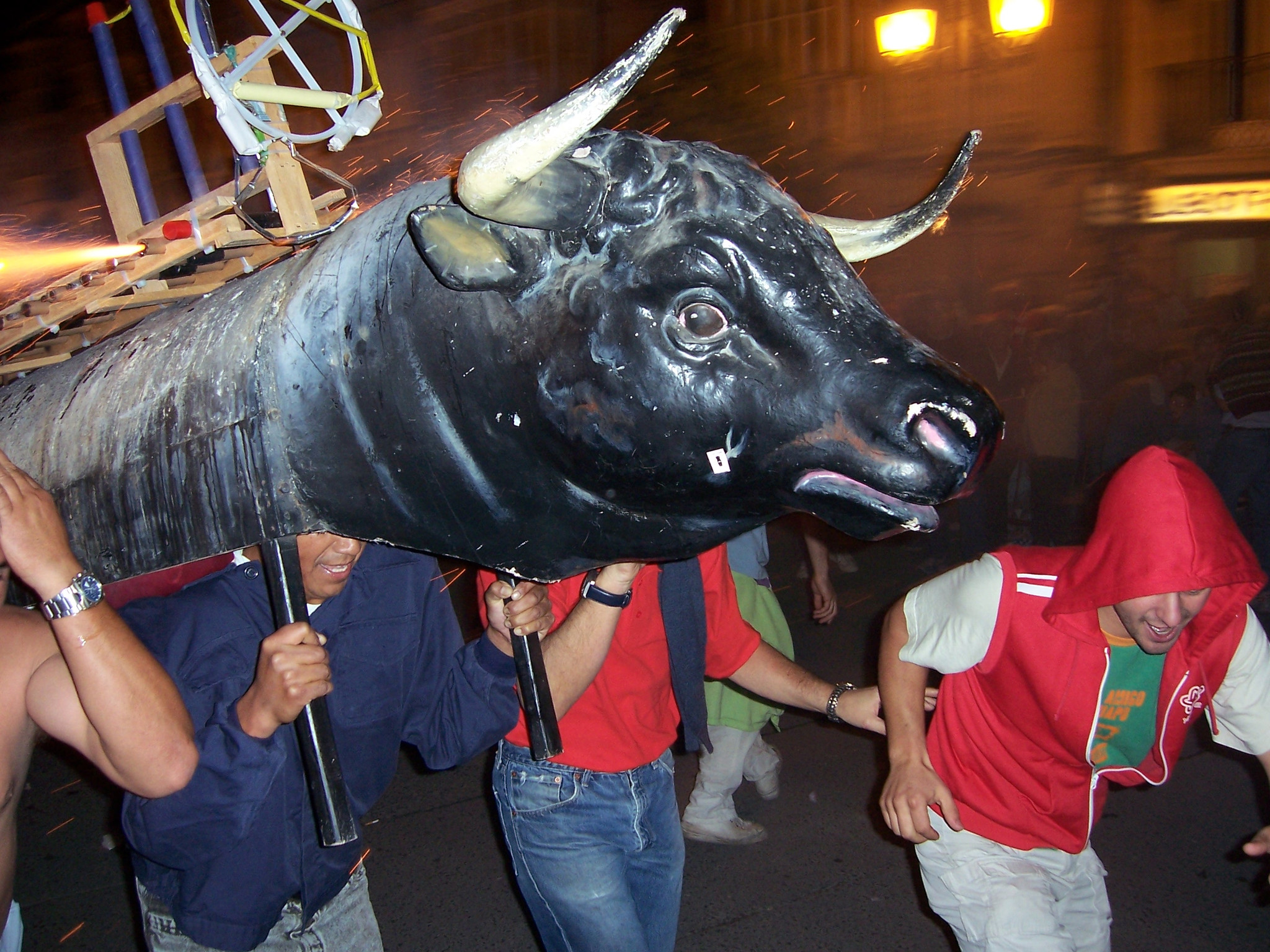
Primer plano de toro de fuego de Haro.

El toro de fuego es una fiesta española que consiste en correr un carretón o estructura realizado con un armazón o bastidor metálico, que imita la forma de un toro, sobre cuya superficie se colocan elementos pirotécnicos. Es muy utilizado en fiestas patronales o locales de numerosas localidades de España. Algunas de estas fiestas tiene su origen en el siglo XIX, es el caso de los primeros toros de fuego –pirotecnía– de San Sebastián.
Se incluyen dentro de las fiestas patronales de la localidad y habitualmente está destinado al recreo del público infantil acompañados por adultos  según la legislación de cada ayuntamiento.

## Características
El toro está construido con un armazón o bastidor metálico o de madera  de forma que pueda ser transportado por una o dos personas, según la tradición local también puede ser en forma de carretón, al que se le añade pirotecnia. En la parte superior pueden llevar dos cuernos que en algunas ocasiones provienen de reses de verdad, aunque no siempre los llevan. 
Las fiestas de los torillos de fuego se realizan durante el día o por la noche. Una vez encendida la mecha, el toro de fuego persigue al público congregado en las calles o plazas tratando de sorprender a los distraídos asustándolos con las chispas y buscapiés que van soltando sus diferentes elementos.

## Elementos pirotécnicos
El bastidor suele contar con:
- Surtidores: pieza de fuego fijo que consiste en un tubo cargado con una composición de pólvora prensada y produce el efecto de un chorro de fuego.
- Cohetes carretilla (borrachos, encorreviejas o buscapiés): pieza de fuego que corre por el suelo echando chispas, pero sin estallar.Pueden producir quemaduras al contacto con ropa y piel
- Rueda: pieza de fuego fijo, en forma de rueda, en la que se disponen varios cartuchos que al soltar chispas de colores impulsan la rueda en una dirección haciendo círculos.
- Cañones: cartuchos que expulsan pequeños cohetes de colores hacia arriba.

## Fiestas locales
El toro de fuego se celebra en numerosas localidades españolas, algunas de ellas son Ruidera, Aranda de Duero,  Barrax, Bilbao, Gascueña (Cuenca) , Torreperogil (Jaén)  Arenas de San Pedro (Ávila) Ciempozuelos (Madrid),
Colombres(Asturias) , Guadalajara, Haro (La Rioja), Madridejos (Toledo), Tocina (Sevilla), Valmojado (Toledo), los toros de fuego de Semana grande de San Sebastián, Vitoria,  Toro de fuego de Ayerbe, Fonz y Biescas (Huesca) o Fuente de Pedro Naharro (Cuenca) Salteras (Sevilla). Según sea la localidad se emplean carretones o armazones portados por una o varias personas,   con pirotecnia.

## En otros países
Fiestas similares se celebran en otros países como en Ecuador, El Salvador, Paraguay o Perú entre otros, asociado a la celebración de fiestas locales en algunos países, como en las fiestas patronales de Perú o las Fiestas de San Juan en Paraguay, donde es típico. Conocidas como vaca loca, toro candil o torito pinto.
A diferencia del toro de fuego realizado en España, en algunos países de América el toro de fuego se adorna con papeles y sedas de varios colores además de llevar en los costados  o en otras zonas fuegos artificiales, voladores o carrizos con pólvora que al ser encendidos salen disparados.